# 老牛湾镇 (清水河县)
老牛湾镇是中华人民共和国内蒙古自治区呼和浩特市清水河县下辖的一个镇。
2012年1月20日，内蒙古自治区人民政府批复同意从窑沟乡划出部分区域，设立单台子乡，辖营盘峁、葬峁梁、狮子梁、单台子、石胡梁、大岔梁、后阳塔、小阳塔、三台子、徐家梁、中咀梁、阳崖12个村，乡人民政府驻单台子。
2015年5月27日，内蒙古自治区人民政府批复撤销单台子乡设立老牛湾镇，老牛湾镇的行政区域为原单台子乡的行政区域，镇人民政府驻单台子。

## 行政区划
老牛湾镇下辖以下村级行政区划单位：
单台子村、藏峁梁村、狮子梁村、营盘峁村、石胡梁村、大岔梁村、后阳塔村、三台子村、徐家梁村、中咀梁村、阳崖村和小阳塔村。